# Leeds Art Gallery

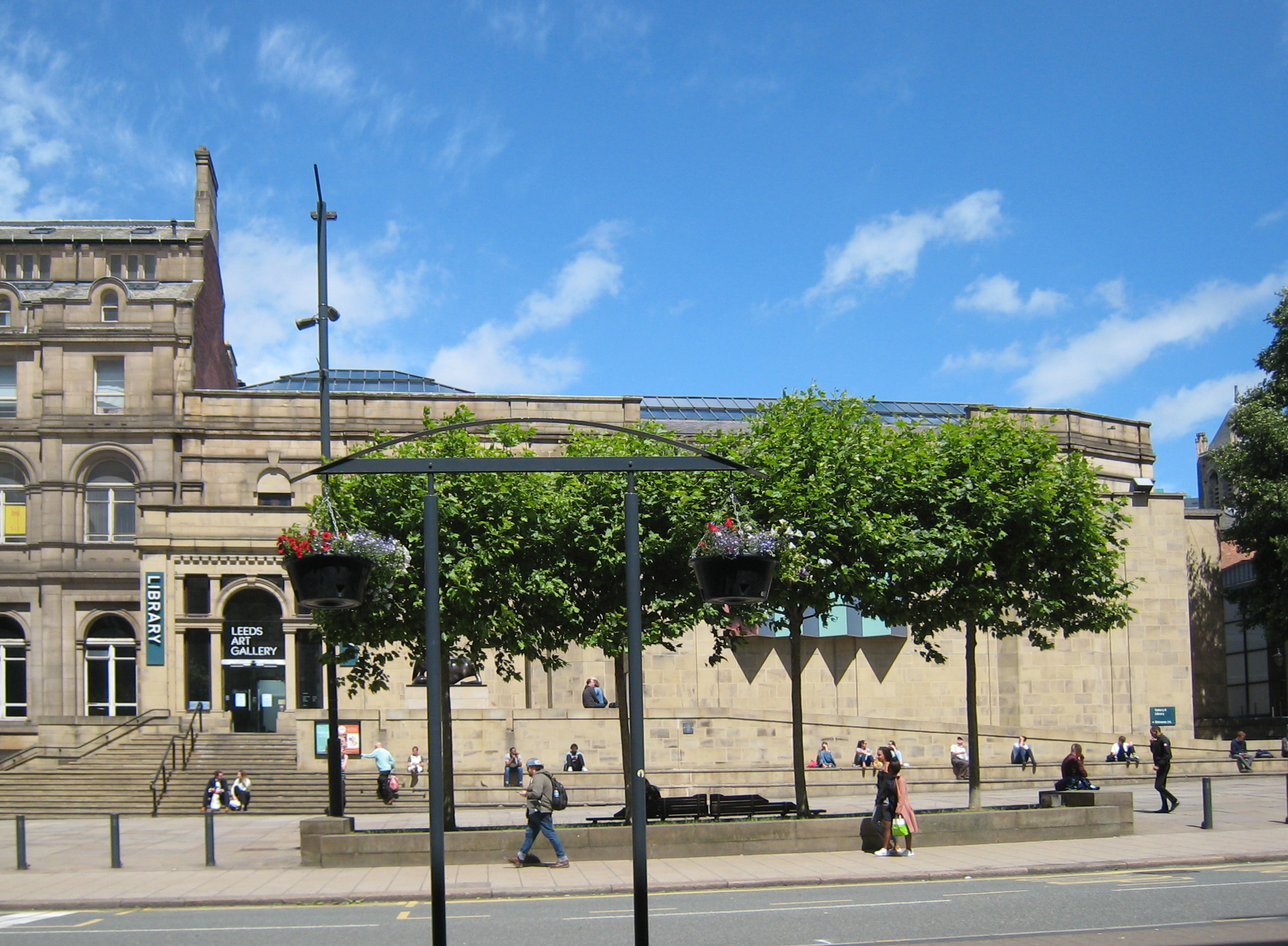

De Leeds Art Gallery is een kunstmuseum in het Engelse Leeds. Het werd geopend op 3 oktober 1888. Er wordt vooral 19e- en 20ste-eeuwse Britse kunst tentoongesteld. Voor de ingang staat het beeldhouwwerk Reclining Woman: Elbow (1981) van Henry Moore. In 1982, 2007 en 2016 werd het museum gerenoveerd. De collectie omvat werken van Paula Rego, Tony Cragg, Antony Gormley, Auguste Rodin.